# Тысяча
Ты́сяча (стандартное сокращение — тыс.) — натуральное число 1000, десять сотен, 10³.
В Международной системе единиц (СИ) числу соответствуют приставки: кило — для тысячи (10³) и милли — для одной тысячной (10−3). Обозначается также римской цифрой M (лат. mille).
В славянской системе записывалась как буква аз со знаком «҂» слева: .

## В математике
- 1000 является чётным составным четырёхзначным числом.